# Arnstadt
Arnstadt (Ausspracheⓘ) ist eine Kreisstadt in der Mitte von Thüringen und liegt an der Gera, rund 20 Kilometer südlich der Landeshauptstadt Erfurt. Die Stadt ist ein Mittelzentrum und der Verwaltungssitz des Ilm-Kreises.
Mit der urkundlichen Ersterwähnung im Jahr 704 ist Arnstadt die Stadt in Thüringen, die den ältesten Beleg für ihre Existenz vorweisen kann, und eine der ältesten Städte Deutschlands außerhalb der römischen Siedlungsgebiete.
1332 verkaufte Abt Ludwig II. von Hersfeld die Stadt an die Grafen von Schwarzburg; daher war Arnstadt bis zum 18. Jahrhundert eine Residenzstadt der Grafen von Schwarzburg-Arnstadt. Aus Arnstadt stammen die ersten urkundlichen Erwähnungen der Thüringer Bratwurst (1404) und des deutschen Weizenbiers außerhalb Bayerns (1617).
Arnstadt, auch als Bachstadt Arnstadt bezeichnet, ist eine von fünf Thüringer Bachstädten: An der Neuen Kirche hatte Johann Sebastian Bach seine erste Anstellung als Organist (1703–1707). Bereits im 17. Jahrhundert waren zahlreiche Vorfahren Bachs hier Hof-, Rats- oder Kirchenmusiker.
Arnstadt besitzt einen gut restaurierten historischen Stadtkern mit teilweise erhaltener Stadtmauer, darunter Neutor, Riedtor und Pulverturm. Aufgrund der Lage am Nordrand des Thüringer Waldes wird Arnstadt auch das „Tor zum Thüringer Wald“ genannt. Zwischen der Stadt und den Autobahnen 4 und 71 liegt das Erfurter Kreuz, das größte zusammenhängende Industrie- und Gewerbegebiet Thüringens.

## Geografie

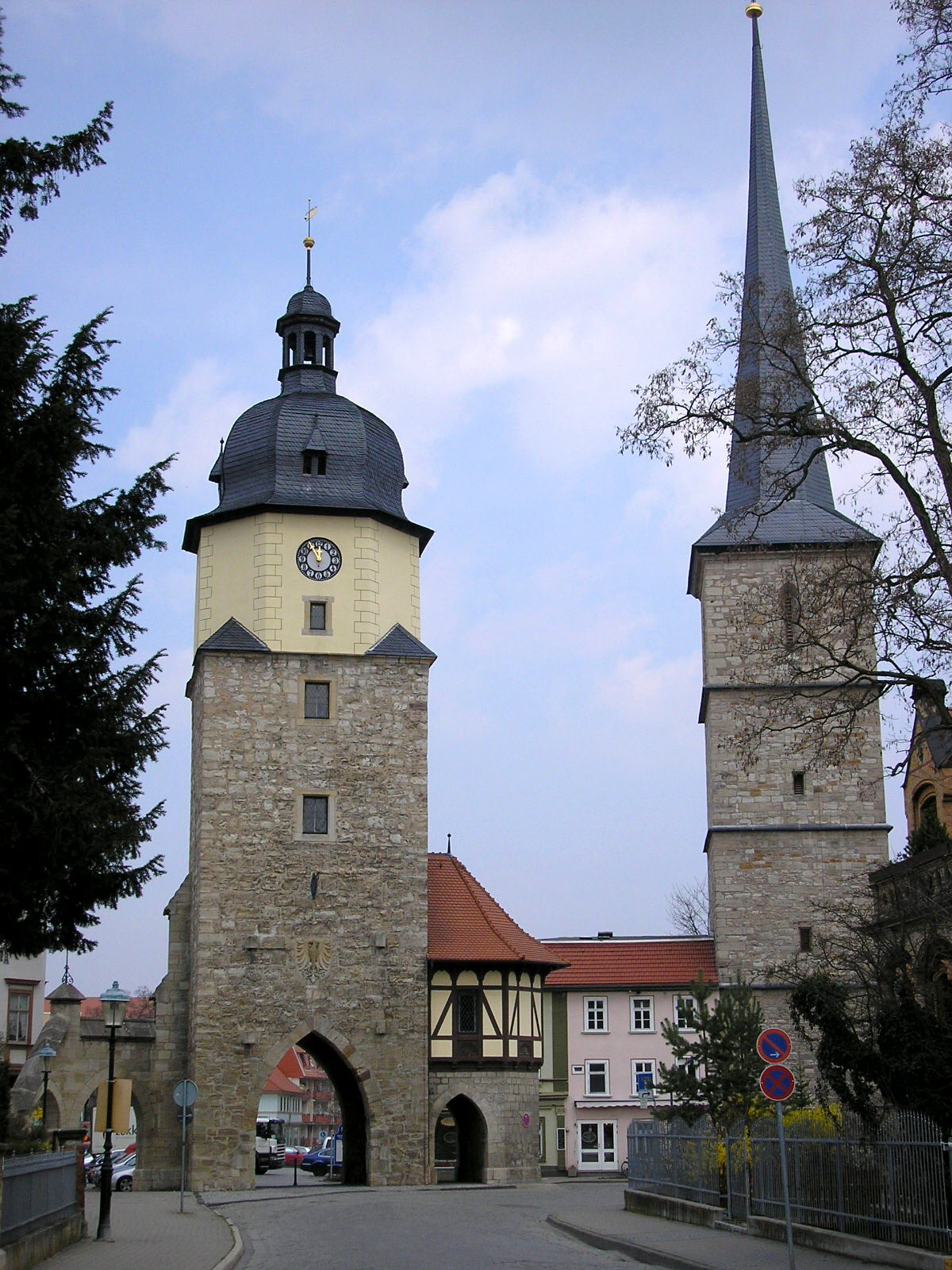
Riedtor (links) und Jacobsturm sind Wahrzeichen von Arnstadt

Arnstadt liegt am Südrand des Thüringer Beckens auf etwa 300 Meter Höhe und wird von der Gera durchflossen. Die Wipfra durchfließt die östlichen Ortsteile. Das hügelige Vorland des Thüringer Waldes mit den Reinsbergen und der Alteburg reicht bis an die südliche Grenze Arnstadts. Es liegt mitten in einem Gebiet, in dem Keuper großflächig ausstreicht. Es ist die Typlokalität der Arnstadt-Formation des Mittleren Keupers in der Erdgeschichte. Der höchste Berg im Stadtgebiet ist die 605 m hohe Halskappe ganz im Süden bei Schmerfeld an der Grenze zu Ilmenau. Der niedrigste Punkt liegt im Geratal nördlich von Rudisleben in etwa 250 m Höhe.

### Stadtgliederung

Ortsteile von Arnstadt

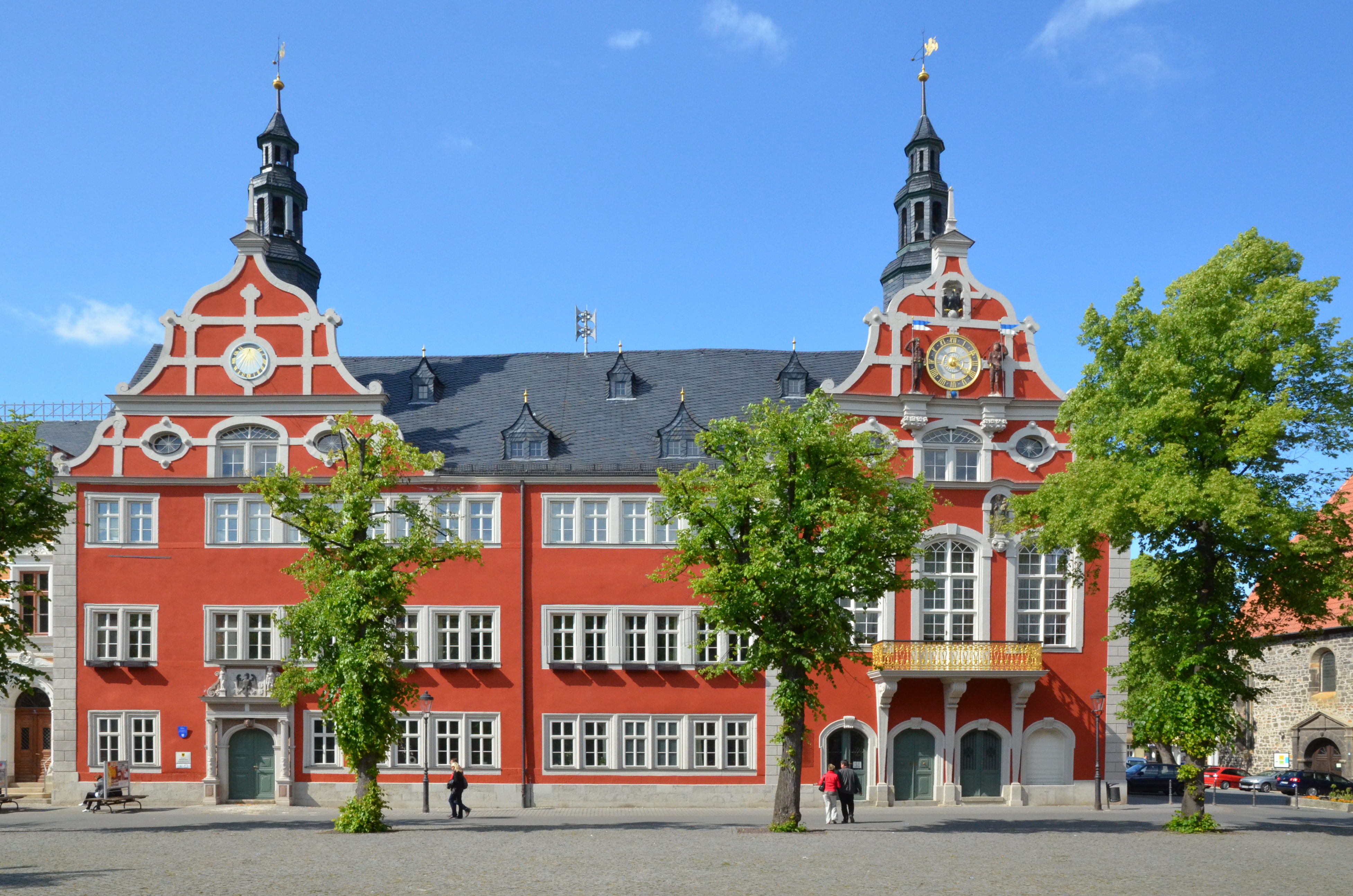
Rathaus von Arnstadt

Neben der Kernstadt Arnstadt gehören die folgenden Ortsteile zur Stadt:
| - Angelhausen-Oberndorf - Branchewinda - Dannheim - Dosdorf - Espenfeld - Ettischleben - Görbitzhausen - Hausen - Kettmannshausen | - Marlishausen - Neuroda - Reinsfeld - Roda - Rudisleben - Schmerfeld - Siegelbach - Wipfra |

Daneben sind sieben Ortsteile mit Ortsteilverfassung im Sinne des § 45 der Thüringer Kommunalordnung gebildet. Dies bedeutet, dass jeweils ein Ortsteilbürgermeister sowie ein Ortsteilrat bestehen, die durch die wahlberechtigte Bevölkerung der jeweiligen Ortsteile gewählt werden. Der Ortsteilbürgermeister steht dem Ortsteilrat vor, der abhängig von der Einwohnerzahl zwischen vier und acht Mitglieder hat. Im Wesentlichen sind die Ortsteilräte zu allen den Ortsteil betreffenden Angelegenheiten zu hören und können in eigener Zuständigkeit über bestimmte den Ortsteil betreffende Angelegenheiten entscheiden, zum Beispiel über die Verwendung des Ortsteilsbudgets. Dabei haben die Ortsteile Angelhausen-Oberndorf, Rudisleben und Siegelbach je eine eigne Ortsteilverfassung, jeweils eine gemeinsame Ortsteilverfassung haben die Ortsteile Branchewinda, Dannheim, Görbitzhausen und Roda, die Ortsteile Dosdorf und Espenfeld, die Ortsteile Ettischleben, Hausen und Marlishausen sowie die Ortsteile Kettmannshausen, Neuroda, Reinsfeld, Schmerfeld und Wipfra.

### Ausdehnung des Stadtgebiets
Der Stadtkern liegt auf der Westseite der Gera. Er war früher von einer Stadtmauer umgeben. Mit Einsetzen der Industrialisierung entstanden Wohnviertel im Westen, Industrieanlagen im Norden und Villenviertel im Süden der Stadt. Nach dem Zweiten Weltkrieg dehnte sich die Stadt weiter nach Norden entlang des Geratals aus, neue Wohngebiete entstanden in den 1970er- und 1980er-Jahren, im Osten das Ostviertel und im Südosten das Wohngebiet Rabenhold.

### Nachbargemeinden
Nachbargemeinden sind im Uhrzeigersinn, beginnend im Nordwesten: Amt Wachsenburg – Alkersleben – Dornheim – Alkersleben – Bösleben-Wüllersleben – Stadtilm – Ilmenau – Plaue – Geratal.

### Klima
Der Jahresniederschlag beträgt 487 mm. Die Niederschlagsmenge liegt im unteren Zwanzigstel der in Deutschland erfassten Werte. Der trockenste Monat ist der Januar, die meisten Niederschläge fallen im Juni. Im Juni fallen 2,7-mal mehr Niederschläge als im Januar.

## Geschichte
Steinzeitliche Spuren finden sich im Mauerkammergrab von Arnstadt.

### Von der Ersterwähnung bis zur Verleihung des Stadtrechts
Am 1. Mai 704 wurden in einer in Würzburg ausgestellten Schenkungsurkunde des Thüringer Herzogs Hedan II. an den angelsächsischen Bischof Willibrord von Utrecht die Orte Arnstadt (als Arnestati), Mühlberg und Großmonra erstmals genannt. Diese sind somit die ältesten urkundlich bezeugten Orte Thüringens und des mittleren und östlichen Deutschlands. Arnstadt wurde deshalb bis 1990 als älteste Stadt der DDR präsentiert. Wobei man sich bei dieser Zuschreibung vergegenwärtigen muss, dass diese Urkunde nicht in einem Original von 704 vorliegt, sondern in einer Abschrift der Mönche der Abtei Echternach im Liber Aureus Epternacensis – nicht zu verwechseln mit dem Codex aureus Epternacensis – aus dem späten 12. Jahrhundert, einer Quelle, die fast 500 Jahre später geschrieben wurde. Das Dokument liegt heute in der Handschriftenabteilung der Forschungs- und Landesbibliothek im Schloss Friedenstein in Gotha. Archäologische Funde belegen, dass der Ort schon in der Jungsteinzeit ein bevorzugter Siedlungsplatz war.
726 ging Arnstadt an die Abtei Echternach und später durch Tausch Anfang des 10. Jahrhunderts an die Abtei Hersfeld über. Nach August Beck wurde der Ort von Heinrich I. im Jahre 925 als Bollwerk gegen die einfallenden Ungarn erweitert. Am 17. Dezember 954 hielt König Otto I. in Arnstadt einen Reichstag ab, auf dem er Frieden mit seinem aufständischen Sohn Liudolf von Schwaben schloss und einen anderen Sohn, Wilhelm, zum Erzbischof von Mainz ernannte. Dieser beschloss zugleich die Gründung der Liebfrauenkirche in Arnstadt.
Im 12. Jahrhundert fiel ein Teil Arnstadts unter die Herrschaft der Grafen von Kevernburg. Gute Verkehrswege in Nord-Süd-Richtung und die Nähe zur Via Regia begünstigten Arnstadts Entwicklung zur Marktsiedlung: Arnstadt wurde zu einem wichtigen Umschlagplatz für Holz, Getreide, Wein und Färberwaid. Die Abtei Hersfeld hatte die Grund- und Oberherrschaft inne, hielt das Münz- und Marktrecht und ernannte die Bürgermeister der Stadt.
1220 wurde Arnstadt erstmals als civitas, also als Stadt bezeichnet. Das Stadtrecht wurde dem Ort aber erst am 21. April 1266 vom Hersfelder Abt Heinrich III. von Boyneburg verliehen. Das Bemerkenswerte an diesem Vorgang ist, dass Abt Heinrich die Rechte und die Grundherrschaft der Grafen von Kevernburg in der zu Grunde liegenden Urkunde nicht berücksichtigte. Mit dieser einseitigen Willensbekundung stellte die Abtei Hersfeld die weltliche Macht der Grafen in Arnstadt in Frage. Unklare Rechtsverhältnisse und Auseinandersetzungen waren die Folge. Erst ein weiterer Vertrag von 1273 regelte schließlich den Status beider Parteien, und 1290 wurde ein Teil der Stadt Besitz der Kevernburger, während der andere Teil weiterhin hersfeldisch blieb.

### Arnstadt im 14. bis 19. Jahrhundert

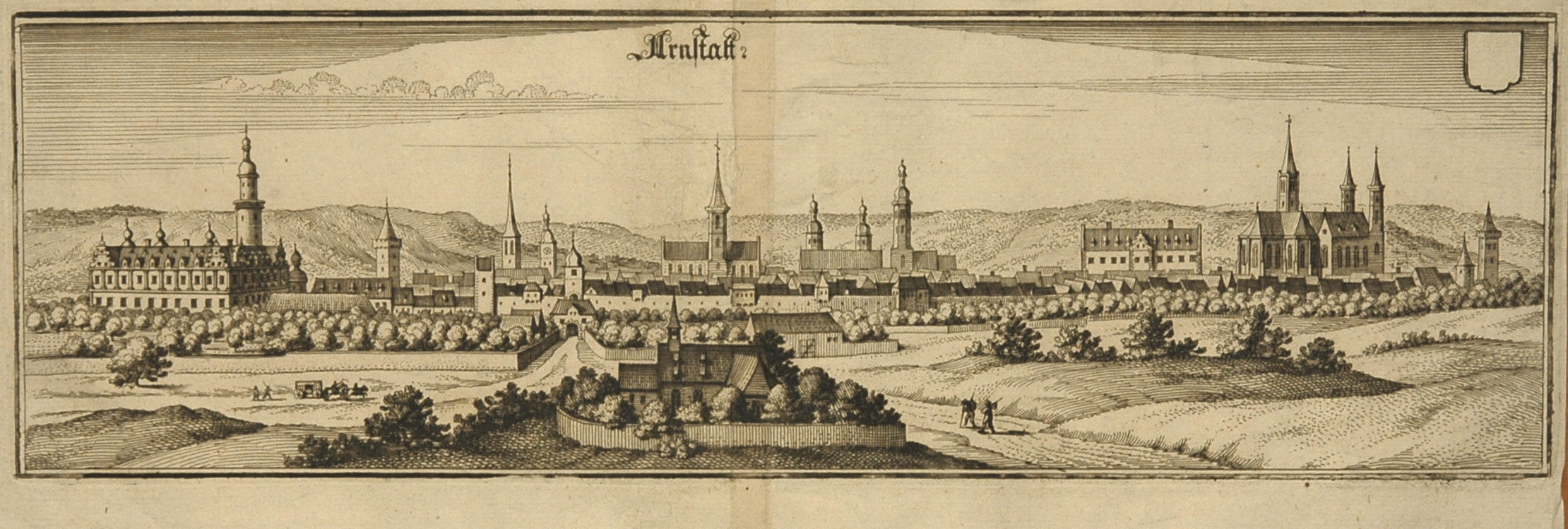
Arnstadt um 1650

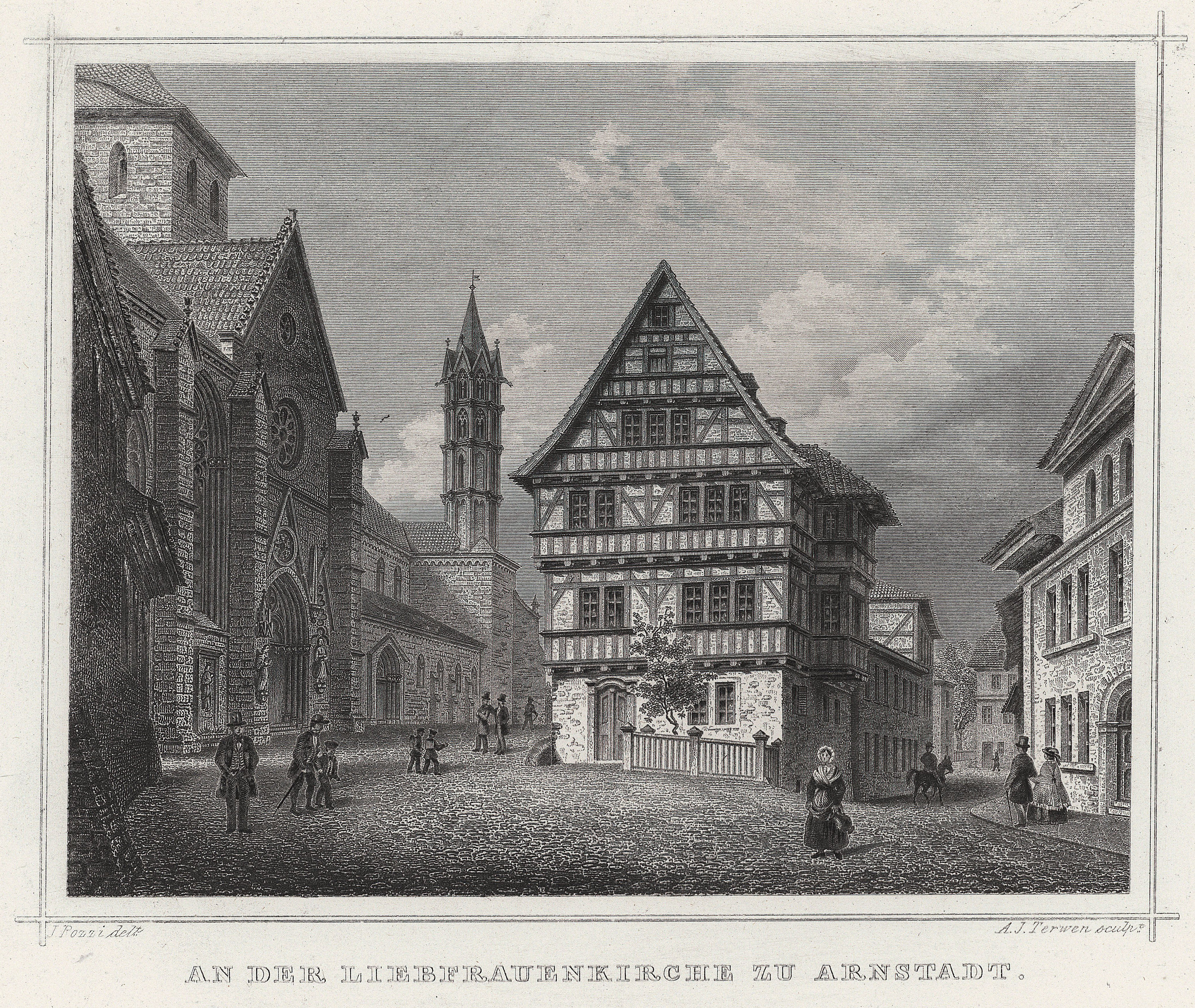
An der Liebfrauenkirche, im 19. Jh.

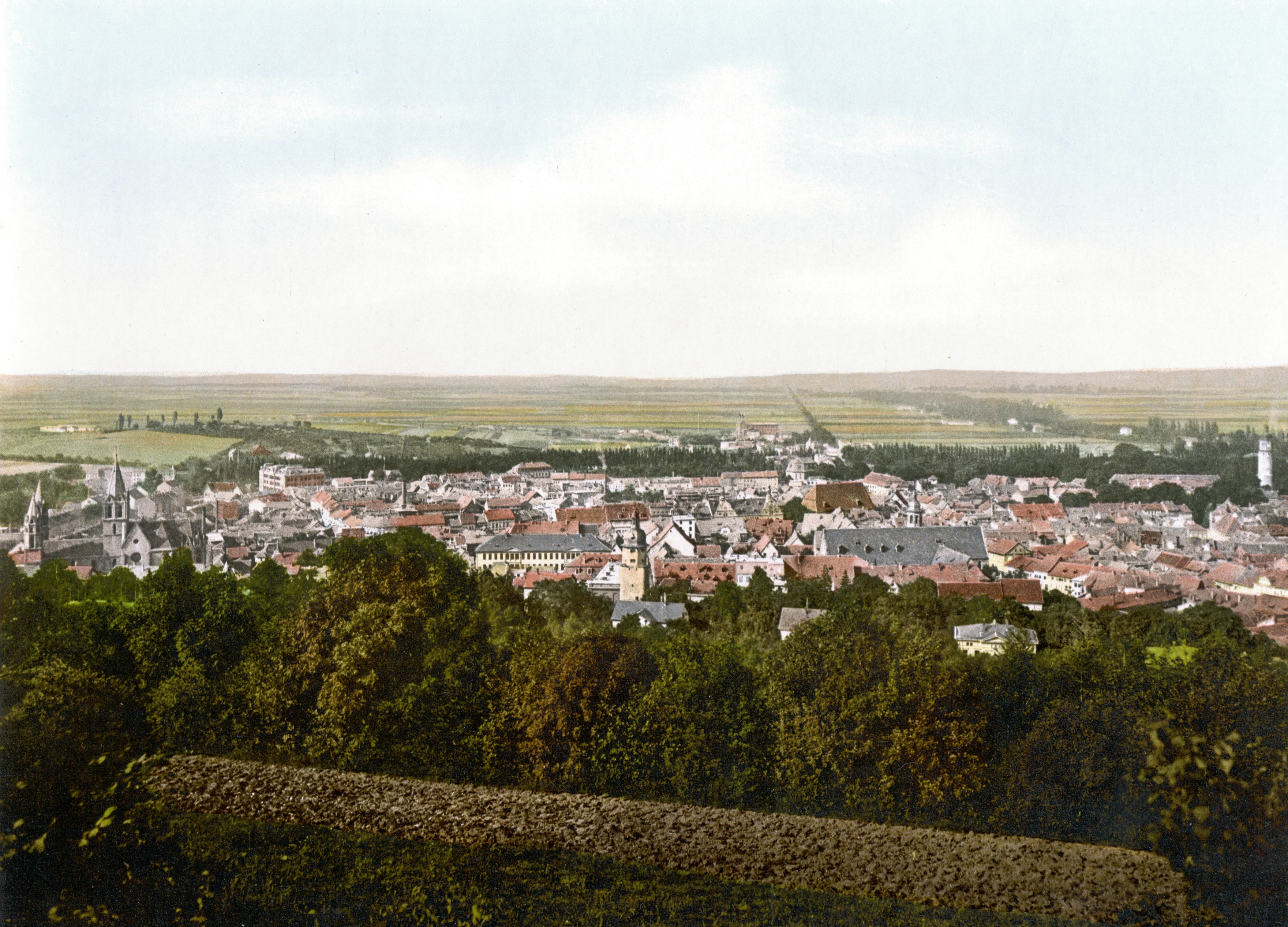
Arnstadt um 1900

Nach dem Aussterben der Kevernburger 1302 gelangte bis 1306 deren Besitz in Arnstadt an die Grafen von Schwarzburg. 1332 verkaufte der Hersfelder Abt Ludwig II. die verbliebenen Rechte der Abtei an Stadt und Vogtei Arnstadt den Grafen von Schwarzburg, nahm die Hersfelder Rechte an dem Walpurgiskloster davon jedoch ausdrücklich. Versuche von Erfurter Seite, sich 1342 und 1345 der reichen Stadt zu bemächtigen, scheiterten an der starken Befestigung. Der Wohlstand gründete sich auf das Mühlengewerbe, das Tuchmacherhandwerk, auf Gerbereien und den Handel mit Wein und Waid, Holz, Getreide, Wolle und Gemüse.
Am 30. Januar 1349 wurde mit Graf Günther XXI. von Schwarzburg der Arnstädter Landesherr in Frankfurt am Main zum Gegenkönig Karls IV. gewählt und gekrönt. Er entsagte diesem Titel bereits am 26. Mai gegen 20.000 Mark Silber. 1496 wurde der schwarzburgische Besitz in die Oberherrschaft Arnstadt und die Unterherrschaft Sondershausen geteilt. Während des Deutschen Bauernkrieges wurden am 17. Juni und 2. August 1525 neun beziehungsweise fünf Teilnehmer am Aufstand als Rädelsführer auf dem Arnstädter Marktplatz enthauptet. Die Stadt musste wegen Unterstützung der Aufständischen eine „empfindliche Buße“ (3.000 Gulden) zahlen. 1531 wurde in Arnstadt die Reformation eingeführt. Dabei wurde zunächst das Benediktiner-Jungfrauenkloster, 1538 auch das Barfüßerkloster säkularisiert. Die Kirche des Barfüßerklosters wurde ab 1581 als Oberkirche Hauptkirche der Stadt. 1553 begannen die Bauarbeiten an der gräflichen Residenz Schloss Neideck. Das Wasserschloss wurde 1560 fertiggestellt.
1581 fielen über 380 Häuser, darunter das Rathaus, einem Großbrand zum Opfer, die Pest forderte 1582 über 1.700 und 1625 über 1.200 Opfer. Auch der Dreißigjährige Krieg verschonte Arnstadt nicht: Auf 80.000 Gulden belief sich der Gesamtschaden, den durchziehende Einheiten aller Kriegsparteien verursachten. 1670 wurden wiederum 170 Häuser im Südosten der Stadt durch ein weiteres Großfeuer vernichtet.
1703 prüfte der 18-jährige Johann Sebastian Bach die neu gebaute Orgel der Neuen Kirche, wurde zugleich als Organist eingestellt und wirkte vier Jahre in der Stadt. 1705 unternahm Bach zu Fuß eine Reise nach Lübeck zu Dieterich Buxtehude, einem der führenden Organisten seiner Zeit. Dabei überschritt er seinen genehmigten Urlaub um Wochen. Deswegen und wegen anderer „Unregelmäßigkeiten“ und Unzufriedenheiten, „er verwirre die Gemeinde mit harmoniefremden Tönen“, kam es zu Zerwürfnissen mit dem Rat der Stadt. Im Sommer 1707 übersiedelte er nach Mühlhausen. Sein Nachfolger wurde sein Vetter Johann Ernst Bach. Im Oktober des gleichen Jahres heiratete Johann Sebastian Bach im drei Kilometer östlich von Arnstadt gelegenen Dornheim seine Cousine Maria Barbara Bach, eine Tochter von Johann Michael Bach.
Im Jahr 1709 gaben die Grafen von Schwarzburg die bereits 1697 durch Kaiser Leopold I. bewilligte Erhebung in den Reichsfürstenstand bekannt, die der Herzog von Sachsen-Weimar als Thüringer Landgraf allerdings nicht anerkannte. Vorübergehend wurde Arnstadt von seinen Truppen besetzt, doch konnte sich die Stadt mit der Zahlung von 3.500 Talern die Anerkennung erkaufen. Fürstin Auguste Dorothea, die prachtliebende und verschwenderische Frau Anton Günthers, ließ das Schloss Augustenburg errichten und schuf eine Attraktion, die bis heute in Arnstadt zu sehen ist: In jahrzehntelanger Arbeit des Hofstaats und der Bürgerschaft entstand Mon plaisir (Mein Vergnügen), eine Puppenstadt in 82 Räumen mit rund 400 Wachsfiguren samt der zugehörigen Ausstattung, die ein detailgetreues Abbild des Lebens einer kleinen Residenzstadt darstellt. Die Ausstellung befindet sich im Neuen Palais, das 1729–1734 als Witwensitz der Fürstin Elisabeth Albertine von Schwarzburg-Sondershausen erbaut wurde.
1867 wurde Arnstadt an das Netz der Eisenbahn angeschlossen. Die Stadt liegt an der Bahnstrecke Neudietendorf–Ritschenhausen. Von dieser zweigt hier seit 1894/95 die Bahnstrecke Arnstadt–Saalfeld ab.

### Vom 20. Jahrhundert bis zur Gegenwart

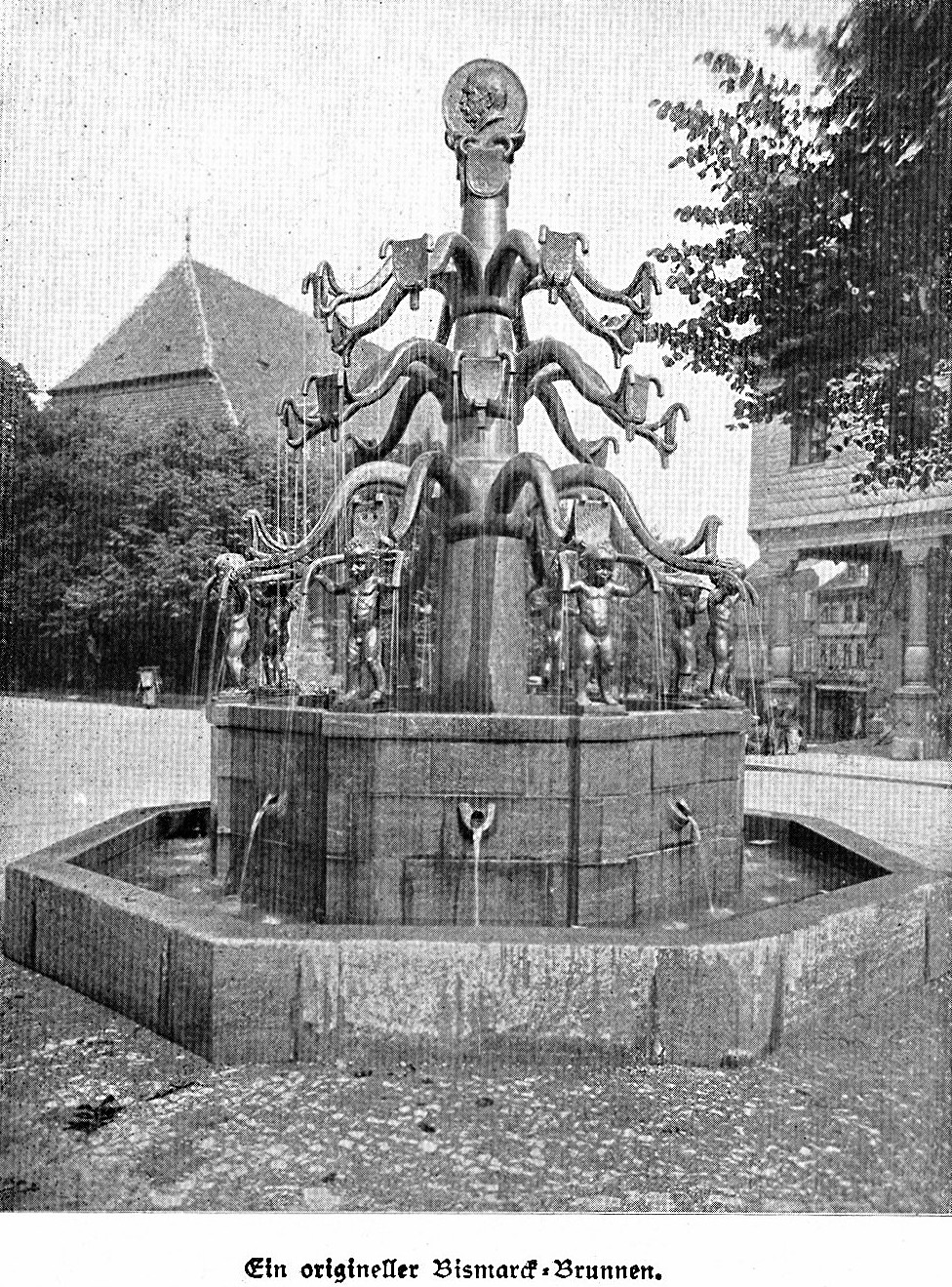
Arnstadt Bismarckbrunnen

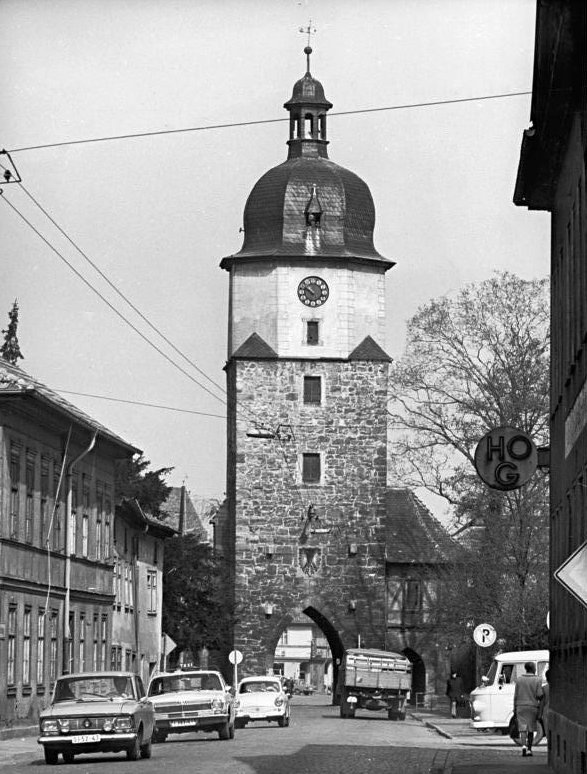
1976: Die Fernverkehrsstraße 4 passiert das Riedtor in Arnstadt

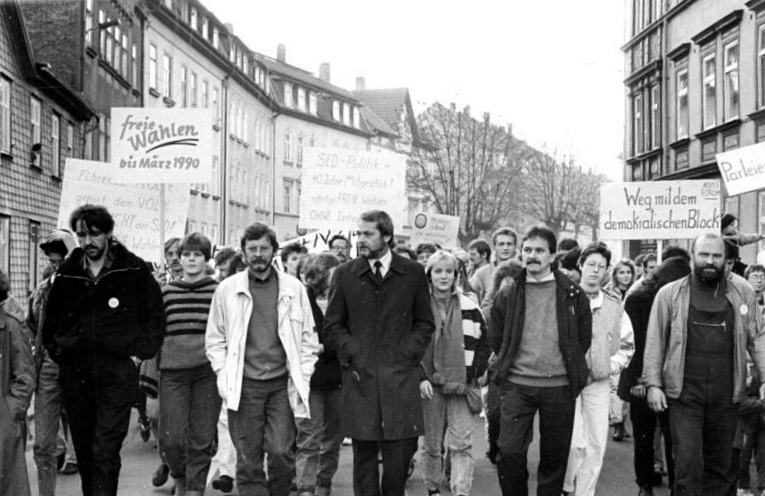
12. November 1989: Rund 10.000 Arnstädter demonstrierten gemeinsam mit ihrem Bürgermeister Bernd Markert (3. v.l.) für friedvolle Veränderungen, verbesserten Umweltschutz und die Zulassung demokratischer Vereinigungen sowie freie Wahlen.

Prägende Persönlichkeit des ersten Vierteljahrhunderts war Harald Bielfeld (NLP, DDP), (Ober-)Bürgermeister von 1894 bis 1928. Neben seinem Amt als Bürgermeister war er Landtagspräsident im Landtag des Fürstentums Schwarzburg-Sondershausen und später Minister im neugeschaffenen Thüringen.
Nach dem Thronverzicht des Schwarzburger Fürsten Günther Victor im November 1918 gehörte Arnstadt zum Freistaat Schwarzburg-Sondershausen (Oberherrschaft), der 1920 im Land Thüringen aufging.
Von 1868 bis 1933 tagte in Arnstadt der akademische Arnstädter Verband. Er errichtete 1926 ein Denkmal für seine im Ersten Weltkrieg gefallenen Mitglieder auf der Alteburg.
1910–1912 wurde die Eisenbahn im Stadtgebiet „hochgelegt“, d. h. auf Dämmen, Mauern und Brücken durch die Stadt geführt. Dank dieser umfangreichen Maßnahmen gibt es an den beiden Hauptstrecken in der Kernstadt keinen einzigen Bahnübergang. Im Zuge dieser Baumaßnahmen wurde der Südbahnhof gebaut, dessen Vorgänger bis dahin Arnstadt-Längwitz hieß.
1912 wurde Arnstadt zur kreisfreien Stadt. Das bis dahin existierende Landratsamt wurde mit Gehren fusioniert und dorthin verlegt.
1922 wurde der Landkreis Arnstadt gebildet. Arnstadt blieb kreisfrei und wurde Sitz der Kreisverwaltung. Noch heute findet man an einigen Ausfallstraßen die alten Grenzsteine zwischen Stadt- und Landkreis Arnstadt. Die Orte Angelhausen-Oberndorf, Dornheim und Rudisleben wurden eingemeindet – Dornheim und Rudisleben wurden nach wenigen Jahren auf eigenen Wunsch wieder eigenständig.
Am 1. April 1923 erhielt der Bahnhof Arnstadt die Bezeichnung Hauptbahnhof. Er ist damit einer von nur 4 Hauptbahnhöfen in Thüringen.
In der Pogromnacht 1938 wurde die Synagoge an der Krappgartenstraße niedergebrannt, woran seit 1988 ein Gedenkstein am früheren Standort erinnert. 30 männliche Juden wurden in das KZ Buchenwald verschleppt. Auf dem Neuen Friedhof am Parkweg erinnert ein Gedenkstein an die ermordeten Juden. Außerdem wird dort mit einem Ehrenhain der sechs Todesopfer aus der Arbeiterklasse gedacht, die von den Nationalsozialisten getötet wurden.
Während des Zweiten Weltkrieges mussten 2.950 Frauen und Männer vorwiegend aus der Sowjetunion und Polen sowie Kriegsgefangene aus den von Deutschland besetzten Ländern Zwangsarbeit verrichten: im Polte-Werk 1 und 2, in der Firma Siemens & Halske, in der Eisengießerei Winter, bei der Firma Schmidt & Co. Daimon, im Reparaturwerk Erfurt, in der Aktiengesellschaft für Kartonagenindustrie, in der Firma Braunsteinwerke Kunze & Co., in der Fahrzeugfabrik Renger & Co. und in der Bahnmeisterei. Auf dem Neuen Friedhof erinnern 102 Grabsteine an die bei Zwangsarbeit Umgekommenen. Zudem unterhielten die Nationalsozialisten im nahe gelegenen Jonastal ein geheimes Bauvorhaben.
Bei einem amerikanischen Bombenangriff mit B-17 „Flying Fortress“ am 6. Februar 1945 wurden Bahnanlagen, Gewerbebetriebe und Wohnhäuser, das Marienstift, die Gottesackerkirche, der Alte Friedhof, der Prinzenhof und der Anbau an den Neideckturm getroffen. Vom 3. bis 10. April 1945 wurden das Rathaus und baukulturell wertvolle Häuser am Marktplatz (Apotheke, Arkaden, Güldener Greif) und am Ledermarkt durch Artilleriebeschuss beschädigt. In Mitleidenschaft gezogen wurden auch die Liebfrauenkirche, die Oberkirche und das ehemalige Franziskanerkloster. Bei den Luftangriffen und dem Beschuss wurden insgesamt mehr als 155 Zivilisten getötet.
Am 10. April 1945 wurde Arnstadt von amerikanischen Truppen besetzt. Diese wurden Anfang Juli vereinbarungsgemäß durch die Rote Armee abgelöst. Damit lag Arnstadt, wie ganz Thüringen, in der SBZ und ab 1949 in der DDR.
Auf dem Arnstädter Neuen Friedhof findet sich ein Gräberfeld mit Denkmal und Grabsteinen für 124 hier Bestattete. Eine Bodenplatte (von 2002) trägt die Inschrift: „Gedenkt der Opfer, die bei den Bombenangriffen 1944/1945, bei den Artilleriebeschüssen vom 4.-10. April 1945 und durch Erschiessungen am 12. April 1945 in Arnstadt ums Leben kamen. Bewahrt den Frieden.“
1951 ließ die SED das Denkmal für die Dichterin Marlitt auf dem Friedhof entfernen („Predigerin des Untertanengeistes“).
1951 verlor Arnstadt seinen Status als kreisfreie Stadt und wurde in den Landkreis Arnstadt aufgenommen. 1952 wurde der Landkreis durch die Bezirksgrenze Erfurt/Suhl durchschnitten und in die Kreise Arnstadt und Ilmenau aufgeteilt.
Arnstadt war früh an der Friedlichen Revolution 1989/90 beteiligt. Bereits am 30. September folgten 200 Bürger dem maschinengeschriebenen Aufruf von Günther Sattler zu einer Demonstration auf dem Holzmarkt. Eine Woche später, am 7. Oktober, dem 40. Jahrestag der DDR, beteiligten sich schon wesentlich mehr Arnstädter an der Protestaktion. Diesmal lösten aber mit Knüppeln bewaffnete Volkspolizei-Einheiten die versammelte Menge auf. An Demonstrationen im November 1989 nahmen etwa 10.000 Menschen teil.
1994 wurde mit der Gebietsreform Thüringens der Landkreis Arnstadt in seiner ursprünglichen Größe wiederhergestellt. Er trägt seither den Namen Ilm-Kreis. Arnstadt ist damit seit nunmehr 91 Jahren Sitz der Kreisverwaltung. Arnstadt übernahm im Zuge dieser Gebietsreform die Verwaltung der neu gebildeten Wachsenburggemeinde und der Gemeinde Wipfratal als erfüllende Gemeinde.
1999 wurde die Gemeinde Rudisleben erneut eingemeindet. Rudisleben versuchte vergeblich dies gerichtlich zu verhindern. Arnstadt konnte so auch das nördlich der Stadt von Arnstadt angelegte Gewerbegebiet übernehmen, welches Arnstadt in Unkenntnis der tatsächlichen Ortsgrenzen versehentlich auf Rudislebener Flur errichtet hatte.
Im Jahr 2004 feierte die Stadt ihre 1.300-jährige Ersterwähnung. Aus diesem Anlass wurde unter anderem ein Neigetechnik-ICE der DB-Baureihe 411 im Hauptbahnhof auf den Namen Arnstadt getauft und eine Sonderbriefmarke herausgegeben. Im gleichen Jahr gewann die Stadt beim Bundeswettbewerb Unsere Stadt blüht auf die Goldmedaille.
2006 wurde während des Stadtfestes und des Tages des Offenen Denkmals den Arnstädtern erstmals seit 1942 die restaurierte Skulptur des Bismarck-Brunnens von 1909 gezeigt. Diese befindet sich auch 2012 noch in einer Lagerhalle, weil die Stadt – trotz früherer Zusage – die Genehmigung zur Aufstellung auf dem Marktplatz nicht erteilte.
Im Jahre 2008 wurde in der Arnstädter Rosenstraße ein Denkmal mit folgender Inschrift errichtet: „Den Opfern kommunistischer Gewalt 1945–1989“.
Am 31. Dezember 2012 wurde die Wachsenburggemeinde verwaltungstechnisch ausgegliedert und gehört seitdem zum Amt Wachsenburg.
Im Ortsteil Rudisleben wurden am 7. Juli 2014 die Jugendstrafanstalt Arnstadt (seit 2024 Justizvollzugsanstalt Arnstadt) und am 1. September 2014 die benachbarte Jugendarrestanstalt Arnstadt in Betrieb genommen.

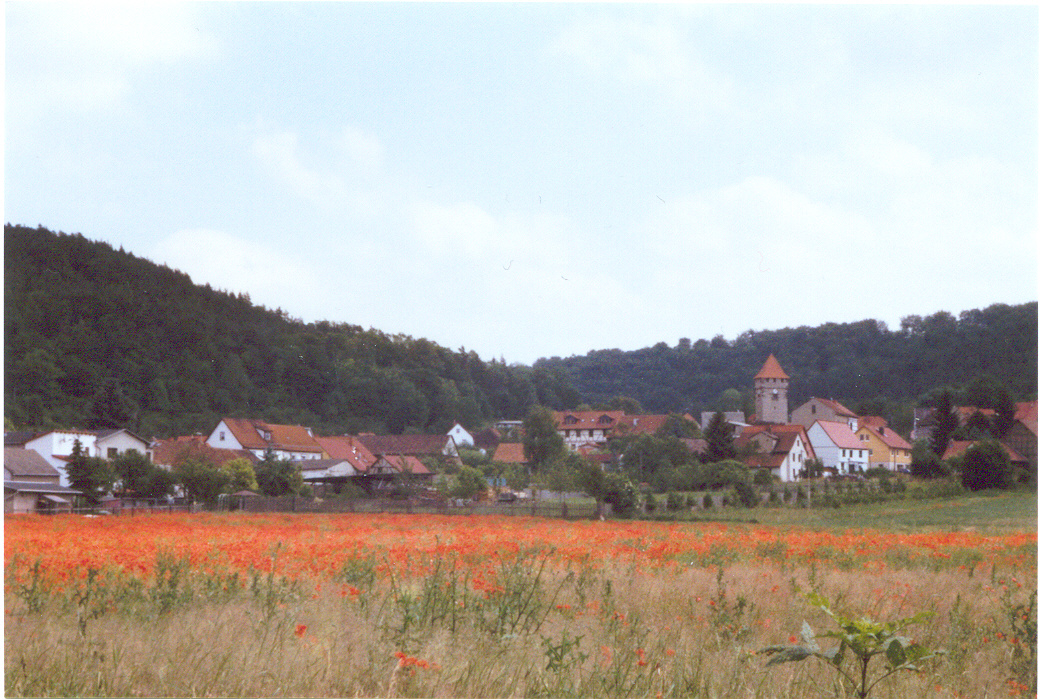
Der Arnstädter Ortsteil Siegelbach

### Eingemeindungen
Als erster Ortsteil wurde Angelhausen-Oberndorf 1922 eingemeindet. Am 14. April 1994 wurde Siegelbach mit dem am 24. Januar 1974 eingegliederten Espenfeld und dem am 1. August 1975 eingegliederten Dosdorf eingemeindet, am 1. Juli 1999 folgte Rudisleben.
Zum 1. Januar 2019 wurde die Gemeinde Wipfratal mit 12 Ortsteilen eingemeindet.

### Einwohnerentwicklung
| 1814 bis 1989 | 1994 bis 2009 | 2010 bis 2023 | Grafik                                 |
| --- | --- | --- | -------------------------------------- |
| - 1814: 4.169 - 1843: 5.779 - 1890: 12.818 - 1905: 16.270 - 1910: 17.841 - 1925: 21.693 - 1933: 22.024 - 1939: 24.134 - 1946: 27.846 - 1950: 28.195 - 1961: 26.400 - 1970: 28.990 - 1981: 30.024 - 1984: 29.851 - 1985: 29.944 - 1989: 31.493 | - 1994: 27.571 - 1995: 26.944 - 1996: 26.385 - 1997: 26.023 - 1998: 25.865 - 1999: 27.278 - 2000: 27.220 - 2001: 26.848 - 2002: 26.565 - 2003: 26.121 - 2004: 25.926 - 2005: 25.722 - 2006: 25.500 - 2007: 25.256 - 2008: 25.092 - 2009: 25.090 | - 2010: 25.000 - 2011: 23.758 - 2012: 23.571 - 2013: 23.539 - 2014: 23.899 - 2015: 24.481 - 2016: 24.340 - 2017: 24.409 - 2018: 24.348 - 2019: 27.314 - 2020: 27.072 - 2021: 27.330 - 2022: 28.335 - 2023: 28.483 - 2024: 28.615 | Einwohnerentwicklung von 1814 bis 2017 |

Quelle seit 1994: Thüringer Landesamt für Statistik

## Politik

### Stadtrat
Der Arnstädter Stadtrat mit 30 Sitzen setzt sich seit der Kommunalwahl am 26. Mai 2024 folgendermaßen zusammen:
- AfD: 24,7 % / 7 Sitze (+1)
- Pro Arnstadt: 22,2 % / 7 Sitze (−1)
- CDU: 16,4 % / 5 Sitze (−1)
- BürgerProjekt: 15,2 % / 4 Sitze (±0)
- LINKE: 9,4 % / 3 Sitze (−1)
- SPD: 7,4 % / 2 Sitze (−1)
- Grüne: 2,4 % / 1 Sitz (−1)
- FDP: 2,3 % / 1 Sitz (±0)

### Bürgermeister
Bürgermeister ist seit dem 1. Juli 2018 Frank Spilling (parteilos, nominiert von CDU und Pro Arnstadt). Er löste bei den Kommunalwahlen in Thüringen 2018 im zweiten Wahlgang den parteilosen Amtsinhaber Alexander Dill ab. Bei den Kommunalwahlen in Thüringen 2024 setzte sich Spilling erneut mit 75,5 % der abgegebenen gültigen Stimmen gegen den einzigen weiteren Kandidaten Martin Liedtke (AfD) durch.
Ehemalige Bürgermeister (seit 1990)
- 1990–1994 Helmut Hüttner (CDU)[32]
- 1994–2012 Hans-Christian Köllmer (Pro Arnstadt)
- 2012–2018 Alexander Dill (parteilos)

### Wappen, Flagge und Dienstsiegel
Das Wappen erscheint erstmals um 1200 auf hersfeldischen Münzen, auch auf der Fürstenstandsurkunde von 1697. Zu sehen ist es heute unter anderem am Trog des Hopfenbrunnens, am Rathaus (Portal zum Ratskeller – Meldestelle), an der Außenseite des Riedturmes und an der Pestalozzischule.
Wappenbeschreibung
Das Wappen zeigt auf gelbem oder goldfarbenen Feld einen einfachen schwarzen Adler mit gespreizten Flügeln, aufgesperrtem Schnabel und vorgeschlagener Zunge. Der Kopf des Adlers ist, vom Betrachter aus gesehen, nach links gerichtet.
Flaggenbeschreibung
Die Flagge der Stadt zeigt waagerecht gestreift die Stadtfarben schwarz-gelb (von oben nach unten) und mittig das Stadtwappen.
Dienstsiegel
Im Dienstsiegel wird das Stadtwappen gezeigt. Das Dienstsiegel trägt die Umschrift: Thüringen – Stadt Arnstadt sowie die Siegelnummer. Es wird als „kleines Siegel“ und „großes Siegel“ geführt.

Stadtwappen
Stadtflagge
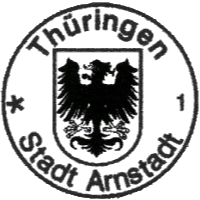
Dienstsiegel

### Städtepartnerschaften
Arnstadt unterhält Partnerschaften mit folgenden Städten:
| - Dubí, Tschechien - Gurk (Kärnten), Österreich - Kassel, Deutschland - Le Bouscat, Frankreich |

## Kultur und Sehenswürdigkeiten

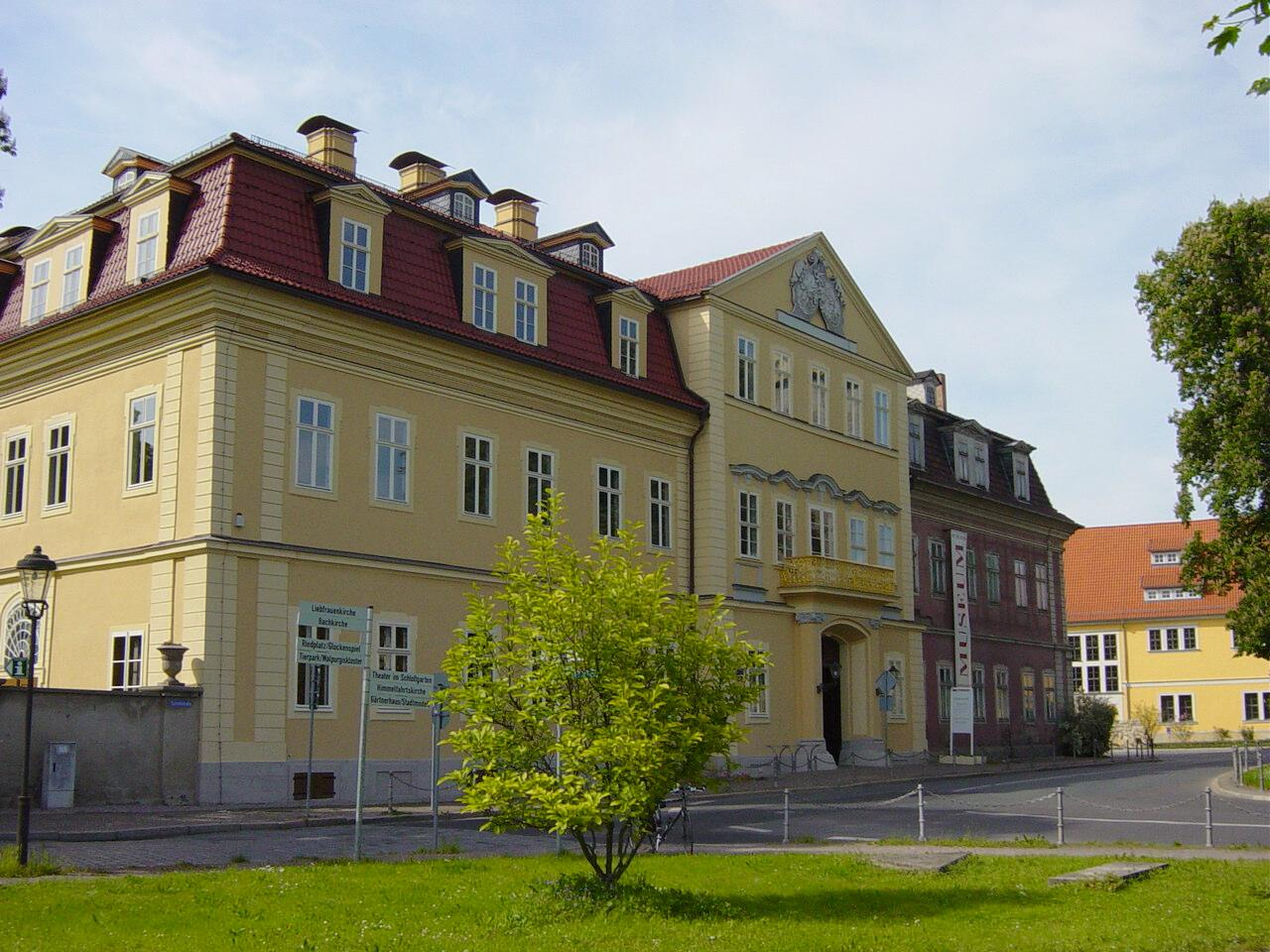
Schlossmuseum Arnstadt

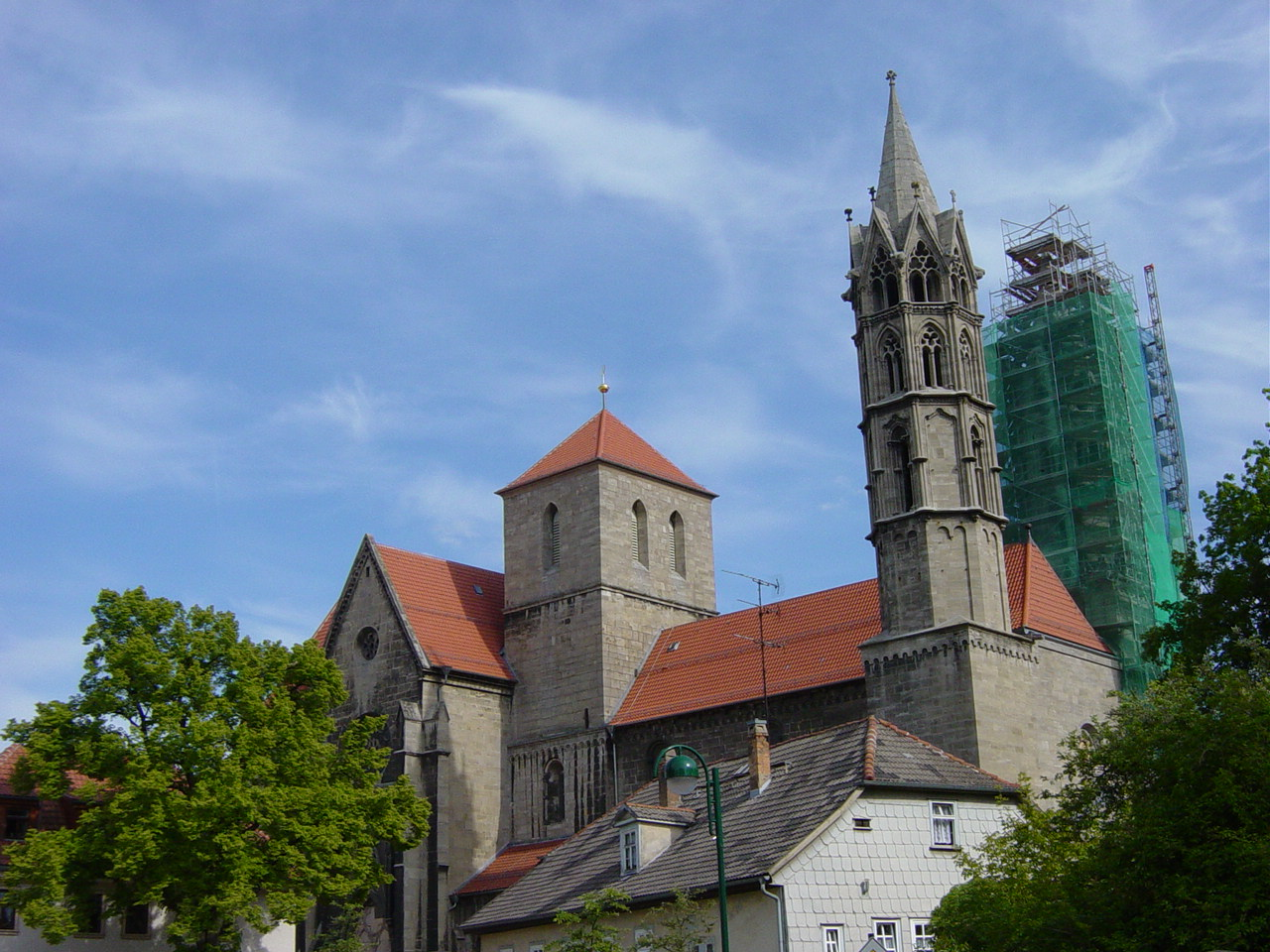
Liebfrauenkirche Arnstadt

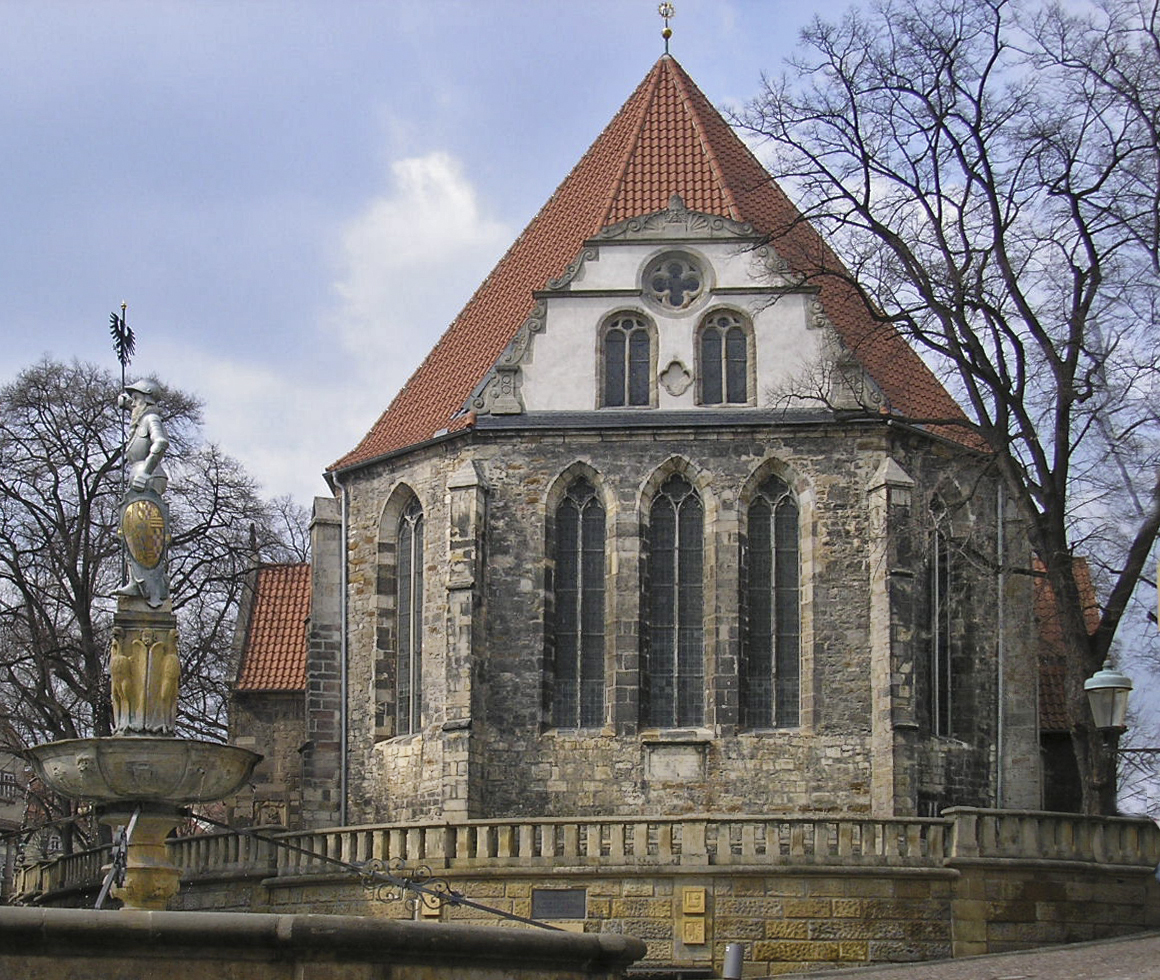
Johann-Sebastian-Bach-Kirche (Arnstadt)

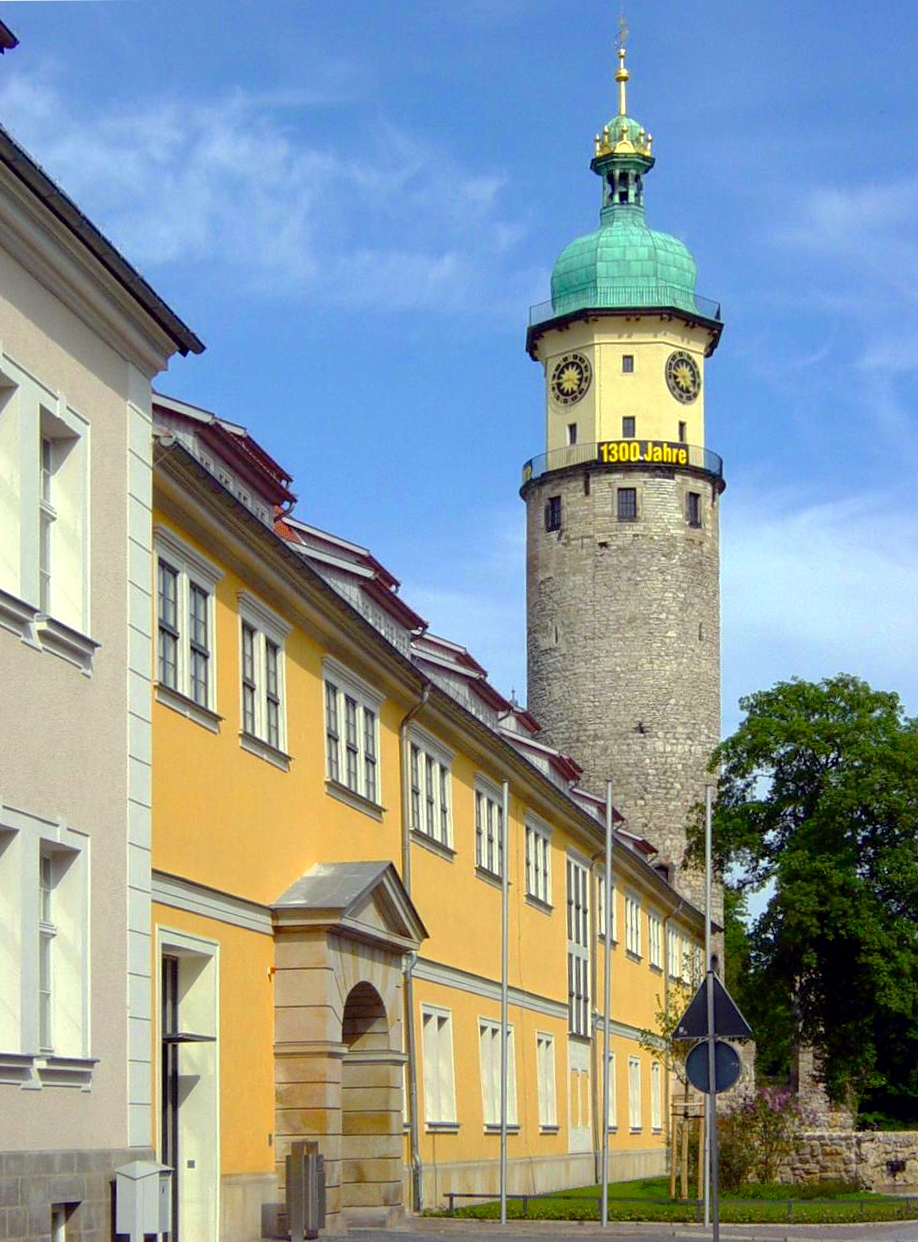
Gebäude der Kreisverwaltung mit Neideckturm im Hintergrund

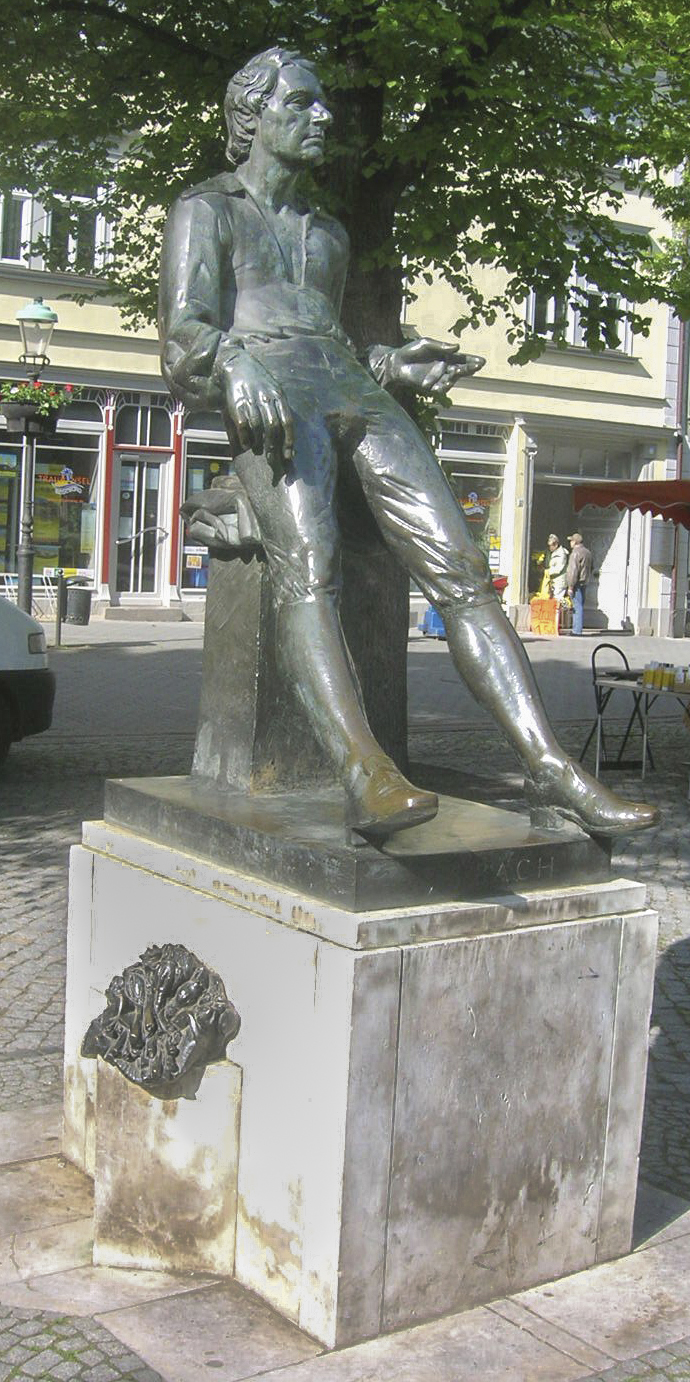
Bach-Denkmal auf dem Markt

### Kulturbetrieb der Stadt Arnstadt
Der Kulturbetrieb der Stadt Arnstadt ist eine städtische Tochtergesellschaft. Als selbstständig agierende Einrichtung hat sie die Struktur eines kommunalen Eigenbetriebes. In ihm sind alle von der Stadt verantworteten kulturellen Einrichtungen, die Stadt- und Kreisbibliothek, das Schlossmuseum Arnstadt mit Bach-Ausstellung, der Tierpark Fasanerie und das Theater im Schlossgarten sowie die Touristinformation Arnstadt eingebunden und werden von ihm subventioniert beziehungsweise betrieben.

### Bach-Festival-Arnstadt
Der Kulturbetrieb der Stadt Arnstadt wirkt jährlich als Veranstalter von Konzerten, von Festivals und bei anderen Anlässen. Neben dem Kleinkunstfest Künste in Haus und Hof zählt vor allem das alljährliche Bach-Festival-Arnstadt, zum Gedenken an Johann Sebastian Bach, zu den bedeutendsten kulturellen Ereignissen in Arnstadt. Hervorgegangen aus den „Arnstädter Bachtagen“ (1990 – 2004) wurde das Festival im Jahr 2005 erstmals mit unterschiedlichen Veranstaltungen über einen Zeitraum von zehn Tagen – rund um den Geburtstag Bachs am 21. März – durchgeführt. Die Tradition und Programmatik dieser Arnstädter Bachpflege reicht über diese 20 Jahre hinaus. Zentrale Veranstaltungsorte sind authentische, historische Gebäude wie das Bachhaus in der Kohlgasse, die Bachkirche oder die Traukirche Bachs in Dornheim.

### „Bach:Sommer“
Rund um das zweite Wochenende im August ist Arnstadt neben Wandersleben jährlich seit 2011 Veranstaltungsort des Bach:Sommers unter der künstlerischen Leitung des Dirigenten und Musikwissenschaftlers Joshua Rifkin. Der Bach:Sommer steht in Konsequenz von Rifkins Forschungsergebnissen für eine historische und solistische Aufführungspraxis. Unter seiner Leitung erarbeiten international besetzte ensembles in residence das jeweilige Programm:
- 2011: The Bach Ensemble
- 2012: Vox Luminis
- 2013: The Bach Ensemble und Vox Luminis
- 2014: The Bach Ensemble und Vox Luminis
- 2015: The Bach Ensemble und Vox Luminis

Öffentliche Proben, Gesprächsrunden und ein Sommerfest mit den beteiligten Künstlern auf dem Pfarrhof gehören zum Festivalgeschehen.
Initialzündung des Bach:Sommers war 2009 ein Grundton D-Konzert der Deutschen Stiftung Denkmalschutz und des Deutschlandfunks zur Unterstützung der Sanierung der frühgotischen Oberkirche. Diese war spätestens mit Erhalt einer neuen Orgel 1611 die Hauskirche der regierenden Schwarzburger und Hauptkirche der Stadt. In diesen Jahren nahm die Arnstädter Kirchen-, Hof- und Ratsmusik den Aufschwung, der drei Generationen später in das Schaffen von Johann Sebastian Bach mündete. Der Bach:Sommer mit Oberkirche und Pfarrhof im Mittelpunkt hat es sich zur Aufgabe gemacht, nicht nur dessen Werk, sondern auch das frühbarocke Werk von Bachs Vorfahren und Wegbereitern lebendig zu halten und zu beleben.
Der Bach:Sommer ist ein Festival am originalen historischen Ort. Spielstätten sind u. a. die Bachkirche, die Oberkirche, der Pfarrhof zu Arnstadt und St. Petri, Wandersleben. Diese Kirche ist die Taufkirche des Barockdichters Christian Friedrich Hunold, der sich Menantes nannte und dessen Texte Bach in einigen Werken vertonte.

### Theater im Schlossgarten
Das Theater im Schlossgarten entstand im Jahre 1842 durch den Umbau der damaligen fürstlichen Reitbahn auf Order Günther Friedrich Carl II. In den folgenden Jahrzehnten durchlebte das Spielhaus zahlreiche Höhen und Tiefen und war von Schließungen bedroht. Das Haus wurde 1995 nach umfangreicher Renovierung und Restaurierung wiedereröffnet. Es wird teils mit eigenem Laienensemble bespielt, größtenteils jedoch von anderen Theatern.

### Museen
- Im Neuen Palais, das 1729 bis 1735 als Witwensitz für die Fürstin Elisabeth Albertine von Schwarzburg-Sondershausen errichtet wurde, befindet sich das Schlossmuseum. Die bekannteste Ausstellung ist die barocke Puppenstadt Mon plaisir der Fürstin Auguste Dorothea aus der ersten Hälfte des 18. Jahrhunderts. Weiterhin befinden sich hier die fürstlichen Wohnräume mit einem im Original erhaltenen Porzellankabinett aus dem 18. Jahrhundert mit ostasiatischen Porzellanen aus dem 16. bis 18. Jahrhundert und seit 2009 die Bachausstellung zum Wirken Johann Sebastian Bachs und seiner zahlreichen musikalisch tätigen Verwandten in Arnstadt.
- Das ehemalige Bahnbetriebswerk am Nordwestrand der Stadt hat sich in den vergangenen Jahren zu einem Eisenbahnmuseum (Bahnbetriebswerk Arnstadt) gewandelt, in dem sämtliche Traditionslokomotiven der Deutschen Reichsbahn – Reichsbahndirektion Erfurt zu besichtigen sind. Schwerpunkt sind dabei Dampflokomotiven verschiedener Baureihen.
- Die Kleine Galerie, Lohmühlenweg 11, stellt Grafiken des Arnstädter Zeichners Paul Weber aus.
- Die Kunsthalle, Angelhäuser Str. 1, befindet sich in einer ehemaligen Taschenlampenfabrik. Sie zeigt Wechselausstellungen zeitgenössischer Kunst.
- Im ältesten Gärtnerhaus Thüringens im Schlossgarten wird das Stadtmodell Arnstadt um 1740 ausgestellt. Ebenfalls zu besichtigen sind die Ausstellungen zur Geschichte von Schloss Neideck und zur Geschichte der Grafen von Kevernburg-Schwarzburg.

### Bauwerke
- Sehenswert ist die Schlossruine Neideck mit besteigbarem Schlossturm.
- In Sichtweite der Schlossruine Neideck befindet sich das Neue Palais. Ein barockes Stadtpalais, das von 1729 bis 1734 von Fürst Günther I. von Schwarzburg-Sondershausen (1678–1740)  für seine Gemahlin Elisabeth Albertine (1693–1774), geb. Prinzessin von Anhalt-Bernburg, errichtet wurde. Die barocke Dreiflügelanlage mit Marstall und kleinem angrenzenden Lustgarten beherbergt heute das Schloßmuseum Arnstadt.
- Einer der bedeutendsten Sakralbauten des Übergangs von der Romanik zur Gotik im mitteldeutschen Raum ist die evangelische Stadtpfarrkirche Liebfrauenkirche. Die dreischiffige Basilika wurde von 1180 bis 1330 erbaut, letzte größere Umbauten und Sanierungen erfolgten um 1880, 1912 und 1996.[43]
- Die Bachkirche, vollständig Johann-Sebastian-Bach-Kirche, wurde nach dem großen Stadtbrand von 1581 als „Neue Kirche“ wiedererrichtet. Die bis dahin hier stehende St.-Bonifatius-Kirche brannte bis auf die Grundmauern ab. Den Namen Bachkirche erhielt sie 1935. Die von Johann Friedrich Wender 1703 fertiggestellte Orgel war bis 1707 der erste Arbeitsplatz des Musikers und Komponisten. Zum Bach-Jahr 2000 wurde die barocke Orgel umfassend restauriert und rekonstruiert und steht seitdem wieder für Gottesdienst und Konzerte zur Verfügung.
- Die evangelische Pfarrkirche Barfüßerkirche – nach der Lage auch als Oberkirche bezeichnet – wurde um 1250 erbaut und war ursprünglich die Kirche eines Franziskanerklosters. Sie ist als gotische Hallenkirche errichtet worden, etwa 60 m lang und 11 m breit, ein Turmanbau zur Stabilisierung der Kirche erfolgte 1461, bereits im 17. Jahrhundert folgten umfangreiche Veränderungen im Inneren, so schuf Burkhard(t) Röhl mitten im Dreißigjährigen Krieg 1625 die Kanzel, 1639 das Taufbecken und 1642 den Altar im Stil des Manierismus. Sehenswert auch eine Bildergalerie alttesttamentarischer Szenen auf den Emporen. Von 1641 bis 1692 war Heinrich Bach, ein Großonkel Johann Sebastian Bachs Organist an der Oberkirche. 1751 erhielt die Kirche eine neue Orgel von Johann Stephan Schmaltz, dem neu hinzugezogenen Bürger und Orgelbauer aus Wandersleben. Die Oberkirche war lange Zeit Hauptkirche von Arnstadt. Wegen starker Bauschäden erfolgte 1977 die Schließung der Kirche, die Dachsanierung und Baukörpersicherung 1991. Seitdem besteht eine eingeschränkte Nutzung, seit 2007 auch für Konzerte, Kino, Märkte und Kinderprogramme. 2008 war der Beginn einer umfangreichen Sanierung von Kirche und Kloster, die bis zum Lutherjahr 2017 abgeschlossen sein sollte.[43][44]
- Gegenüber der Oberkirche befindet sich das Stadthaus Arnstadt, die ehemalige Möller’sche Handschuhfabrik, ein Fachwerkhaus von 1582/1697, das heute unter dem Motto „Übernachten im Denkmal“ als Hotel genutzt wird. Es handelt sich um ein Industriegebäude von 1903, in dem unter anderem Konzerte, Lesungen und Ausstellungen stattfinden und das seit 2011 Spielstätte des Bach:Sommers unter der künstlerischen Leitung des Dirigenten und Musikwissenschaftlers Joshua Rifkin ist. Burkhard(t) Röhl, Gräflich-Schwarzburgischer Baumeister, war Mitte des 17. Jahrhunderts Eigentümer des Hauses.[45] Er schuf die Kanzel, das Taufbecken und den Altar für die gegenüberliegende Oberkirche. Ab 1720 war Superintendent Johann Christoph Olearius, Theologe, Historiker und Numismatiker, Eigentümer des Hauses.[45] Olearius war Verfasser zahlreicher Schriften, darunter die Historia Arnstadtiensis, und Prediger an der Neuen Kirche zu Johann Sebastian Bachs Zeiten in Arnstadt. Unter Olearius Amtszeit fiel der Bau der barocken Himmelfahrtskirche (heute katholische Kirche), Teil eines Campo Santo, heute am Alten Friedhof, mit ihrem oktogonalen Umriss. Die ersten Gelder für diesen Bau wurden bereits 1649 gespendet, ab 1731 verstärkte der Rat der Stadt die Anstrengungen, endlich die letzten Mittel zusammenzubekommen. 1738 wurde der Grundstein gelegt, 1743 die Kirche eingeweiht.
- Auf dem Berg Alteburg steht der 1902 errichtete Alteburgturm (früher Kaiser-Wilhelm-Turm).
- Arnstadt besitzt in der Altstadt viele historisch wertvolle Häuser, die durch Hausnamen beschrieben werden, siehe dazu die Liste von historischen Häusern in Arnstadt.
- Viele alte Brunnen sind in der Altstadt erhalten geblieben, siehe dazu die Liste der Brunnen in Arnstadt.
- Auf dem Marktplatz befindet sich das 1985 aufgestellte Bachdenkmal. Es stellt den jungen Bach leger an einem Meilenstein lehnend dar und ist nicht unumstritten. Tatsächlich gibt es keine gesicherten Porträts von Bach und sein Aussehen ist deshalb fiktiv. Arnstädter bezeichnen das Denkmal auch als Marktflätz.

## Wirtschaft und Infrastruktur

### Öffentliche Einrichtungen
Die Stadt ist Sitz des Amtsgerichts Arnstadt, das zum Bezirk des Landgerichts Erfurt gehört. In Arnstadt befinden sich zudem die Ilm-Kreis Kliniken Arnstadt sowie zwei Rettungswachen, die vom Arbeiter-Samariter-Bund und dem Deutschen Roten Kreuz betrieben werden.

### Wasser und Abwasser
Die Aufgaben der Wasserversorgung und Abwasserbeseitigung wurden auf den Wasser-/Abwasserzweckverband Arnstadt und Umgebung übertragen.

### Wirtschaft
In der zweiten Hälfte des 20. Jahrhunderts bestimmten zwei Großunternehmen mit jeweils mehreren Tausend Beschäftigten die entscheidende Rolle in der Wirtschaftsstruktur der Stadt: der VEB Chemieanlagenbau Erfurt-Rudisleben sowie der zum Kombinat RFT gehörende VEB Fernmeldewerk Arnstadt. Diese betrieben eigene Kulturhäuser in der Stadt, die das kulturelle Leben bestimmten. Nach der Wende ging die Zahl der Beschäftigten stark zurück, so dass ihre Bedeutung für die Stadt als Arbeitgeber geringer wurde und die Kulturhäuser nicht mehr wirtschaftlich vertretbar waren. Die heutige Bezeichnung der Betriebe ist Chema Prozess- und Systemtechnik GmbH bzw. Thales Transportation Systems GmbH. Ein Teil des ehemaligen Fernmeldewerkes, das sogenannte Mechanikzentrum, ist seit 2007 ein eigenständiges Unternehmen unter dem Namen Entwicklungs- und Produktionszentrum GmbH (EPZ GmbH).
Stattdessen entstanden im Norden der Stadt einige Gewerbe- und Industriegebiete:
- Erfurter Kreuz
- Arnstadt-Rudisleben
- Arnstadt-Nord
- An der Bachschleife
- Ichtershausen-Thörey-Autobahn (GITA)

Außerdem bestand in Arnstadt die größte Kastenmälzerei Europas. Das von den Getreidegroßhändler Hermann Windesheim (später von den Söhnen Hugo und Max Windesheim) geführte Unternehmen ging jedoch nach dem Zweiten Weltkrieg in eine Treuhand Gesellschaft über. Hermann wurde im Aufbau seines Unternehmens von seinem Patenonkel Wilhelm Carl von Rothschild finanziell unterstützt, auch Hugo und Max pflegten die Beziehung zu Maximilian von Goldschmidt-Rothschild (dem Schwiegersohn von Wilhelm Carl Rothschild) und seiner Frau Minna Karoline Freiin von Rothschild bis zu ihrer Auswanderung in die USA im Jahre 1935. Nach dem Krieg war die Arnstädter Kastenmälzerei noch bis 1991 tätig.
Seit Ende des 19. Jahrhunderts befand sich im Nordwesten Arnstadts das Stadtgut Kesselbrunn mit einer Fläche von 104 ha, das zur Unterstützung der Versorgung der Stadtbevölkerung eingerichtet wurde. Nach dem Zweiten Weltkrieg wurde das Anwesen ein Volkseigenes Gut, das dann nach den Grundsätzen der DDR-Landwirtschaft wirtschaftete. Nach 1990 wurde hier eine Werkstatt für behinderte Menschen eingerichtet, die 1996 um einen Werkstattneubau ergänzt wurde. Hier haben knapp 200 Menschen, vorrangig in der Metallbearbeitung, einen Arbeitsplatz.

#### Liste der größeren Unternehmen
Akkumulatoren (Batteriezellen)
- CATL – eröffnet Januar 2023[50]

Papier- und Verpackungsindustrie
- DS Smith Packaging Arnstadt GmbH

Holzindustrie
- Holz-Industrie, Thomas Gerling, Sonderschalungssysteme, Industrieverpackungen, Kaminholz

Solar- und Elektronikbranche
- Hitachi GTS Deutschland GmbH
- Antec Solar GmbH Solarmodultechnologie (Halbleiterschichtaufbau/Dünnschicht) und Anlagentechnik

Maschinenbau
- Heller Maschinen & Technologie AG
- N3 Engine Overhaul Services GmbH & Co. KG (Lufthansa & Rolls-Royce)
- BorgWarner Transmission Systems Arnstadt GmbH (USA)
- Gonvauto Thüringen GmbH (Spanien)
- IHI Charging Systems International (ICSI) GmbH
- Garant Türen- und Zargen GmbH
- Bosch Sicherheitssysteme Montage und Service GmbH
- Avermann Laser- und Kant-Zentrum GmbH
- Wintersteiger Sägen GmbH (Österreich)
- Deutsche Gießerei- und Industrie-Holding AG (Eisenwerk Arnstadt GmbH)
- Arnstädter Werkzeug- und Maschinenbau AG (AWM)

Logistikbranche
- Schenker Deutschland AG
- United Parcel Service Deutschland Inc.& Co. OHG
- Dachser SE
- DHL Deutsche Post

Chemiebranche
- Carpenter GmbH (USA)
- Contemporary Amperex Technology Thuringia GmbH (VR China)
- Schuite & Schuite Druckfarben GmbH (Niederlande)

Lebensmittelbranche
- Getränke Fachmarkt Waldhoff GmbH
- Grabower Süßwaren GmbH
- Born Senf und Feinkost GmbH
- Sauels Schinken GmbH & Co. KG
- Die Thüringer Fleisch- und Wurstspezialitäten Rainer Wagner GmbH
- Arnstadt Kristall GmbH

### Verkehrsanbindung

#### Straßen
Anschluss an die Autobahn erhielt Arnstadt bereits 1940 mit der Reichsautobahn 18 (heute A 4), Abfahrt Arnstadt (heute Neudietendorf/Arnstadt-West). 1998 kam die A 71 mit den Anschlussstellen Arnstadt-Nord und Arnstadt-Süd hinzu. Die südlichen Ortsteile im Wipfratal sind über die 2018 eröffnete Anschlussstelle Stadtilm an die A 71 angebunden. Die Bundesstraße 4 wurde durch die A 71 ersetzt und 2003 zur Landesstraße herabgestuft. Sie verbindet die Stadt mit Erfurt im Norden und Ilmenau im Süden. Weitere Landesstraßen führen nach Gotha im Nordwesten, Neudietendorf im Norden, Stadtilm im Südosten und Gehren im Süden. Ferner gibt es Kreisstraßen nach Kirchheim, Osthausen, Dienstedt, Heyda, Crawinkel, Bittstädt und Rehestädt sowie zwischen den Ortsteilen.

#### Eisenbahn

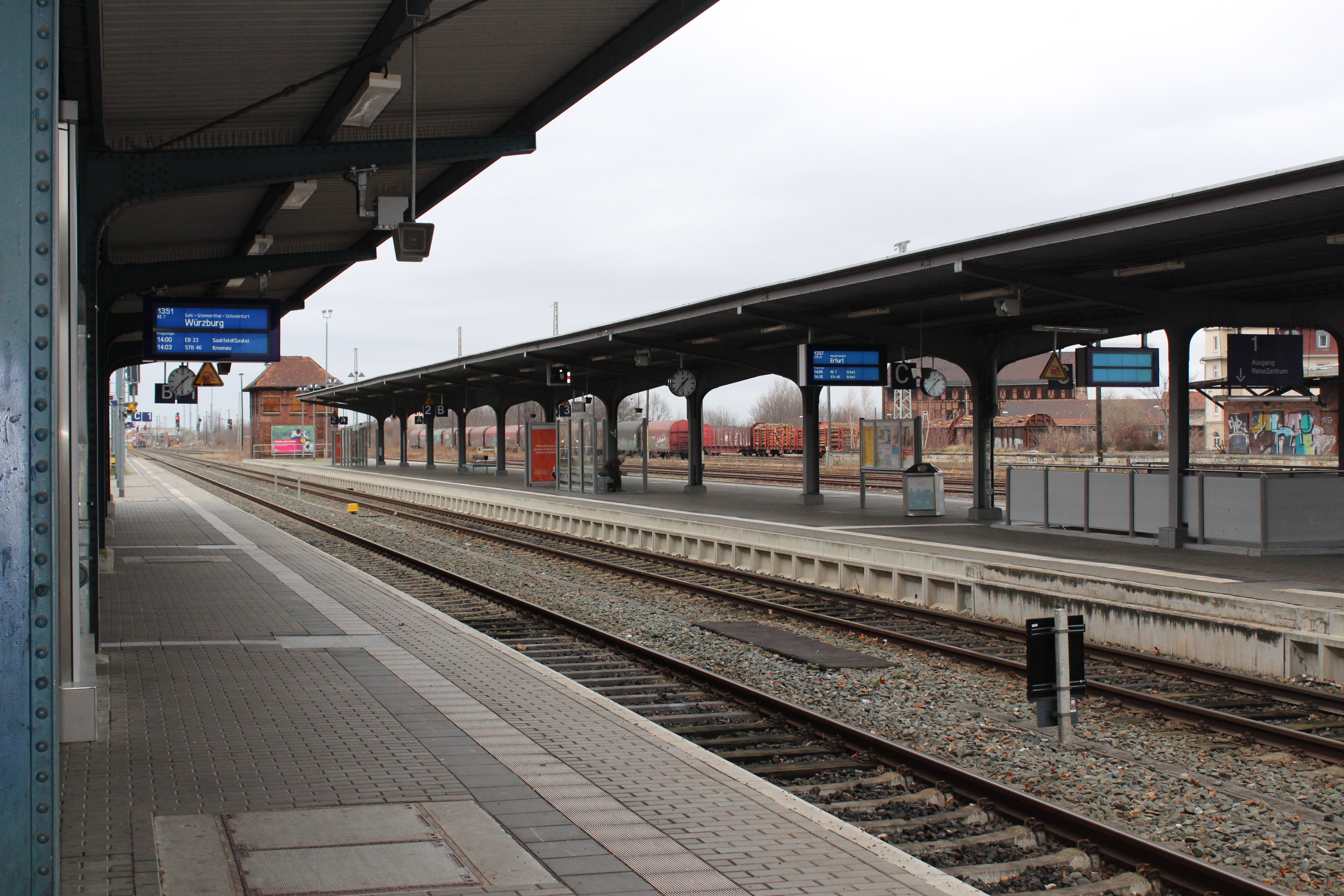
Arnstadt Hauptbahnhof (2018)

Arnstadt erhielt 1867 seinen Bahnanschluss mit der Strecke Dietendorf–Arnstadt. Das heutige Neudietendorf erhielt bereits 1847 einen Bahnanschluss an der Thüringer Bahn. 1879 wurde die Bahnstrecke über Arnstadt hinaus bis nach Ilmenau, 1883 abzweigend in Plaue nach Ritschenhausen (mit Fortführung von dort nach Schweinfurt und ab Grimmenthal nach Meiningen) sowie in Arnstadt beginnend 1885 nach Ichtershausen und 1895 nach Saalfeld/Saale verlängert.
Das früher in Arnstadt bestehende Bahnbetriebswerk ist heute das Museum Bahnbetriebswerk Arnstadt. Der Haltepunkt Arnstadt Süd hieß bis 1912 Bahnhof Längwitz. Der Gesamtverkehr auf der Nebenbahn nach Ichtershausen wurde 1966 eingestellt; ein Reststück der Strecke wird heute als Rangierbezirk des Hauptbahnhofs Arnstadt betrieben. Die Strecke Neudietendorf–Arnstadt Hbf war 1984 elektrifiziert worden, um Lokwechsel von Erfurt (wo zu wenig Kapazitäten bestanden) nach Arnstadt verlegen zu können. Schon 1996 wurde die Oberleitung wieder außer Betrieb genommen und abgebaut, lediglich die Fahrleitungsmasten sind noch vorhanden. Pläne für eine neuerliche Elektrifizierung bestehen nicht, da sämtliche Anschlussstrecken bis nach Schweinfurt im Süden ebenfalls nicht elektrifiziert sind.
Heute ist der Hauptbahnhof der Kreisstadt Knotenpunkt von den drei Regional-Express-Linien RE 7 (DB RegioSüdost), RE 45 und RE 50 (beide Süd-Thüringen-Bahn) sowie den drei Regionalbahn-Linien RB 23 (Erfurter Bahn), RB 44 und RB 46 (beide Süd-Thüringen-Bahn). Im Taktverkehr bestehen regelmäßige Direktverbindungen in die Ober- und Mittelzentren Erfurt, Saalfeld/Saale, Suhl, Meiningen, Schweinfurt, Würzburg und Ilmenau. Am Hauptbahnhof halten werktäglich 103 Personenzüge, in Arnstadt Süd 49. Ein weiterer Bahnhof befindet sich im Ortsteil Marlishausen an der Strecke nach Saalfeld.
Vom regelmäßigen Güterfernverkehr wird Arnstadt derzeit nicht tangiert. Lokale Güterverladung mit werktäglicher Bedienung durch DB Cargo erfolgt im Hauptbahnhof und in den Gleisanschlüssen im einstigen Bahnhof Arnstadt Ost (ehemalige Arnstadt-Ichtershäuser Eisenbahn), im Eisenwerk sowie am Gleisanschluss zum Industriegebiet Arnstadt Nord/Erfurter Kreuz, unter anderem zur Bedienung des Flugzeugturbinenwartungswerks N3 und der Firma Gonvauto Thüringen.
Durch das östliche Stadtgebiet verläuft parallel zur A 71 die Schnellfahrstrecke Nürnberg–Erfurt.

#### Flugverkehr
Etwa acht Kilometer östlich von Arnstadt befindet sich der Verkehrslandeplatz Arnstadt-Alkersleben, der hauptsächlich für Sport-, Freizeit- und Rundflüge sowie von kleinen Chartermaschinen genutzt wird. Nächster internationaler Flughafen ist der Flughafen Erfurt-Weimar, zirka 20 Kilometer nördlich von Arnstadt. Der bedeutendste Flughafen in der Metropolregion Mitteldeutschland ist der Flughafen Leipzig/Halle. Die Entfernung beträgt von Arnstadt 147 Straßenkilometer.

### Bildung
In Arnstadt bestehen vier Grundschulen, zwei Regelschulen und ein Gymnasium. Für die 2008 gegründete private Kunsthochschule FH KUNST wurde am 1. März 2013 das Insolvenzverfahren eröffnet. Weiterhin gibt es eine berufsbildende Schule, eine Musikschule und eine Volkshochschule.

## Sport
Das wichtigste Sportereignis in Arnstadt war der von 1977 bis 2014 alljährlich Ende Januar/Anfang Februar ausgetragene Hochsprung mit Musik, das sich zum ersten internationalen Kräftemessem der weltbesten Hochspringer im jeweiligen Jahr entwickelt hatte. So erzielte hier die Schwedin Kajsa Bergqvist im Jahr 2006 einen Hallenweltrekord. Im Jahr 2008 gab es sowohl im Männer- als auch im Frauenwettbewerb Jahresweltbestleistungen. Die Veranstaltung fand in der Sporthalle am im Osten der Stadt gelegenen Friedrich-Ludwig-Jahn-Stadion statt. Dieses ist auch die Heimstätte der wichtigsten Fußballmannschaft der Stadt, dem SV 09 Arnstadt, der im Jahr 2009 aus den Vereinen Motor Rudisleben und BC 07 Arnstadt entstand. Motor Rudisleben spielte zwischen 1978 und 1984 in der DDR-Liga, 2008 gelang der Mannschaft der Aufstieg in die Landesliga des Thüringer Fußballverbandes, in der sie seitdem spielt.
Insgesamt gibt es in Arnstadt über 60 Sportvereine. Größter Sportverein der Stadt ist die SG Motor Arnstadt, aus deren Leichtathletik-Abteilung unter anderen Katrin Schreiter als Mitglied der 4 × 400-m-Weltmeisterstaffel 1990 hervorging. Die Handballer von Motor Arnstadt spielen in der Thüringer Landesliga.
Weitere wichtige Sportstätten sind der Sportplatz des ESV Lok Arnstadt, die Reitsportanlage Angelhausen sowie die Tennisplätze am Friedrich-Ludwig-Jahn-Stadion.

## Persönlichkeiten
Zu den bekannten Arnstädter Persönlichkeiten zählen die Schriftstellerin Eugenie Marlitt sowie der Graphiker A. Paul Weber und auch Willibald Alexis, Ludwig Bechstein sowie der Komponist Johann Sebastian Bach, der von 1703 bis 1707 als Organist und Kantor der hiesigen Neuen Kirche tätig war. Mitglieder seiner Familie lebten schon seit Generationen in und um Arnstadt. Auf dem Alten Friedhof sind mehr als 20 Mitglieder der Familie Bach bestattet. Das Bachhaus in der Kohlgasse und die Bachausstellung im Schloßmuseum zeugen davon. Zwischen 1706 und 1720 lebte und wirkte der Geograph und Universalgelehrte Johann Gottfried Gregorii alias Melissantes in Arnstadt. Hier verfasste er die meisten seiner bekannten und über Jahrzehnte beliebten Schriften zur Geographie, Kartographie und Genealogie.